# Abdelaziz Benhamlat
Abdelaziz Benhamlat (Hussein Dey, 22 marzo 1974) è un ex calciatore algerino, di ruolo difensore.

## Carriera

### Club
Dopo aver militato nel Kouba, nel 1991 si è trasferito al Kabylie. Nel club gialloverde ha militato per dodici anni ed ha vinto un campionato, due Coppe d'Algeria, una Supercoppa d'Algeria, una Coppa delle Coppe d'Africa e tre Coppa CAF. Nel 2003 è passato all'Alger. Nella stagione 2004-2005 è tornato al Kabylie. Ha concluso la propria carriera da calciatore nel 2006, dopo aver militato per una stagione allo Hussein Dey.

### Nazionale
Ha debuttato in Nazionale il 3 luglio 1993, in Nigeria-Algeria (4-1). Ha partecipato, con la Nazionale algerina, alla Coppa d'Africa 1998 e alla Coppa d'Africa 2000. È sceso in campo, inoltre, nelle qualificazioni ai mondiali 1994 e 2002, nelle qualificazioni alla Coppa d'Africa 1994, 1996, 1998 e 2002. Ha collezionato in totale, con la maglia della Nazionale, 28 presenze.

## Statistiche

### Cronologia presenze e reti in nazionale
| Cronologia completa delle presenze e delle reti in nazionale ― Algeria | Cronologia completa delle presenze e delle reti in nazionale ― Algeria | Cronologia completa delle presenze e delle reti in nazionale ― Algeria | Cronologia completa delle presenze e delle reti in nazionale ― Algeria | Cronologia completa delle presenze e delle reti in nazionale ― Algeria | Cronologia completa delle presenze e delle reti in nazionale ― Algeria | Cronologia completa delle presenze e delle reti in nazionale ― Algeria | Cronologia completa delle presenze e delle reti in nazionale ― Algeria |
| Data                                                                   | Città                                                                  | In casa                                                                | Risultato                                                              | Ospiti                                                                 | Competizione                                                           | Reti                                                                   | Note                                                                   |
| ---------------------------------------------------------------------- | ---------------------------------------------------------------------- | ---------------------------------------------------------------------- | ---------------------------------------------------------------------- | ---------------------------------------------------------------------- | ---------------------------------------------------------------------- | ---------------------------------------------------------------------- | ---------------------------------------------------------------------- |
| 3-7-1993                                                               | Lagos                                                                  | Nigeria                                                                | 4 – 1                                                                  | Algeria                                                                | Qual. Mondiali 1994                                                    | -                                                                      | 74’                                                                    |
| 18-7-1993                                                              | Abidjan                                                                | Costa d'Avorio                                                         | 1 – 0                                                                  | Algeria                                                                | Qual. Mondiali 1994                                                    | -                                                                      | 75’ 87’                                                                |
| 25-7-1993                                                              | Tlemcen                                                                | Algeria                                                                | 4 – 0                                                                  | Senegal                                                                | Qual. Coppa d'Africa 1994                                              | -                                                                      |                                                                        |
| 22-9-1993                                                              | Casablanca                                                             | Marocco                                                                | 0 – 0                                                                  | Algeria                                                                | Amichevole                                                             | -                                                                      |                                                                        |
| 8-10-1993                                                              | Algeri                                                                 | Algeria                                                                | 1 – 1                                                                  | Nigeria                                                                | Qual. Mondiali 1994                                                    | -                                                                      |                                                                        |
| 12-11-1994                                                             | Kampala                                                                | Uganda                                                                 | 1 – 1                                                                  | Algeria                                                                | Qual. Coppa d'Africa 1996                                              | -                                                                      |                                                                        |
| 8-1-1995                                                               | Algeri                                                                 | Algeria                                                                | 1 – 0                                                                  | Egitto                                                                 | Qual. Coppa d'Africa 1996                                              | -                                                                      |                                                                        |
| 7-4-1995                                                               | Algeri                                                                 | Algeria                                                                | 2 – 0                                                                  | Etiopia                                                                | Qual. Coppa d'Africa 1996                                              | -                                                                      |                                                                        |
| 24-4-1995                                                              | Omdurman                                                               | Sudan                                                                  | 0 – 2                                                                  | Algeria                                                                | Qual. Coppa d'Africa 1996                                              | -                                                                      |                                                                        |
| 2-6-1995                                                               | Algeri                                                                 | Algeria                                                                | 1 – 1                                                                  | Uganda                                                                 | Qual. Coppa d'Africa 1996                                              | -                                                                      |                                                                        |
| 31-5-1997                                                              | Tunisi                                                                 | Tunisia                                                                | 0 – 1                                                                  | Algeria                                                                | Amichevole                                                             | -                                                                      | 80’                                                                    |
| 6-6-1997                                                               | Dakar                                                                  | Senegal                                                                | 0 – 0                                                                  | Algeria                                                                | Amichevole                                                             | -                                                                      |                                                                        |
| 27-7-1997                                                              | Algeri                                                                 | Algeria                                                                | 2 – 0                                                                  | Benin                                                                  | Qual. Coppa d'Africa 1998                                              | -                                                                      |                                                                        |
| 27-9-1997                                                              | Dar es Salaam                                                          | Kenya                                                                  | 1 – 0                                                                  | Algeria                                                                | Amichevole                                                             | -                                                                      | 67’                                                                    |
| 30-9-1997                                                              | Dar es Salaam                                                          | Zambia                                                                 | 1 – 0                                                                  | Algeria                                                                | Amichevole                                                             | -                                                                      | 70’                                                                    |
| 4-10-1997                                                              | Dar es Salaam                                                          | Tanzania                                                               | 0 – 1                                                                  | Algeria                                                                | Amichevole                                                             | -                                                                      |                                                                        |
| 11-2-1998                                                              | Ouagadougou                                                            | Burkina Faso                                                           | 2 – 1                                                                  | Algeria                                                                | Coppa d'Africa 1998 - Gironi                                           | -                                                                      | 82’ 88’                                                                |
| 15-2-1998                                                              | Ouagadougou                                                            | Camerun                                                                | 2 – 1                                                                  | Algeria                                                                | Coppa d'Africa 1998 - Gironi                                           | -                                                                      | 70’                                                                    |
| 20-1-2000                                                              | Cotonou                                                                | Burkina Faso                                                           | 1 – 0                                                                  | Algeria                                                                | Amichevole                                                             | -                                                                      | 46’                                                                    |
| 24-1-2000                                                              | Kumasi                                                                 | RD del Congo                                                           | 0 – 0                                                                  | Algeria                                                                | Coppa d'Africa 2000 - Gironi                                           | -                                                                      |                                                                        |
| 29-1-2000                                                              | Kumasi                                                                 | Gabon                                                                  | 1 – 3                                                                  | Algeria                                                                | Coppa d'Africa 2000 - Gironi                                           | -                                                                      |                                                                        |
| 2-2-2000                                                               | Kumasi                                                                 | Sudafrica                                                              | 1 – 1                                                                  | Algeria                                                                | Coppa d'Africa 2000 - Gironi                                           | -                                                                      |                                                                        |
| 6-2-2000                                                               | Accra                                                                  | Camerun                                                                | 2 – 1                                                                  | Algeria                                                                | Coppa d'Africa 2000 - Quarti di finale                                 | -                                                                      | 46’                                                                    |
| 9-4-2000                                                               | Mindelo                                                                | Capo Verde                                                             | 0 – 0                                                                  | Algeria                                                                | Qual. Mondiali 2002                                                    | -                                                                      | 84’                                                                    |
| 16-6-2000                                                              | Annaba                                                                 | Algeria                                                                | 1 – 1                                                                  | Senegal                                                                | Qual. Mondiali 2002                                                    | -                                                                      | 81’                                                                    |
| 28-6-2000                                                              | Tunisi                                                                 | Tunisia                                                                | 2 – 2                                                                  | Algeria                                                                | Amichevole                                                             | -                                                                      | 80’                                                                    |
| 9-7-2000                                                               | Fès                                                                    | Marocco                                                                | 2 – 1                                                                  | Algeria                                                                | Qual. Mondiali 2002                                                    | -                                                                      | 60’                                                                    |
| 3-9-2000                                                               | Algeri                                                                 | Algeria                                                                | 1 – 1                                                                  | Burkina Faso                                                           | Qual. Coppa d'Africa 2002                                              | -                                                                      |                                                                        |
| Totale                                                                 |                                                                        | Presenze                                                               | 28                                                                     |                                                                        | Reti                                                                   | 0                                                                      |                                                                        |

## Palmarès

### Club

#### Competizioni nazionali
- Campionato algerino di calcio: 1

JS Kabylie: 1994-1995
- Coppa di Algeria: 2

JS Kabylie: 1991-1992, 1993-1994
- Supercoppa di Algeria: 1

JS Kabylie: 1992

#### Competizioni internazionali
- Coppa delle Coppe d'Africa: 1

JS Kabylie: 1995
- Coppa CAF: 3

JS Kabylie: 2000, 2001, 2002